# Нижняя Терраса
Нижняя Терраса — микрорайон Заволжского района Ульяновска. Находится в западной части Заволжского района Ульяновска. Население составляет примерно 12 % от населения Заволжского района, то есть около 26 тыс. чел. Площадь микрорайона составляет около 60 км².

## География
Территория Нижней Террасы на северо-западе, на западе, на юго-западе ограничена урезом р. Волги. От южной стороны моста «Императорский», по южной стороне моста до устоя (крайней береговой опоры) на левом берегу Куйбышевского водохранилища, поворачивает на север до северной стороны моста и по северной стороне моста до берега Куйбышевского водохранилища, далее по левому берегу Куйбышевского водохранилища до южной стороны моста «Президентский», по южной стороне моста переходит на правый берег водохранилища до устоя (крайней береговой опоры) на правом берегу водохранилища, поворачивает на северо-восток, далее по северной стороне моста до левого берега Куйбышевского водохранилища. На востоке, от микрорайона Верхняя Терраса, отделён речкой Карасёвка и лесопарковой зоной.
Нижняя Терраса — является единственным в России городским районом, который находится ниже уровня Куйбышевского водохранилища (ограждён дамбой), расположенного рядом.

## История
История Нижней Террасы начинается с создания в июле 1916 года 3-го Симбирского патронного завода, при котором был построен Заволжский рабочий посёлок. У города было куплено 225 десятин земли за 67,5 тыс. руб. Для 600 австрийских военнопленных, привезённых на стройку, были построены ими же бараки. Около Часовни было организовано производство пустотелого бетонного камня Ф. О. Ливчака для заводских построек. Фёдор Осипович проектировал первые заводские корпуса. К началу 1917 года были построены гильзовые мастерские из пустотелого камня, склады, силовая станция, кузница, столовые, баня и конюшни. Проведена железнодорожная ветка от станции Часовня. Одновременно возводилось жилье: 4 каменных дома для руководства, 22 деревянных офицерских флигеля, 56 бараков для рабочих.
Весной 1918 года сюда эвакуировался Петроградский патронный завод, а с ним приехало более 3000 специалистов и рабочих-питерцев с семьями. Свою первую продукцию Симбирский патронный завод стал выпускать осенью 1918 года.
В сентябре 1918 года на территории посёлка проходили боевые действия Гражданской войны. В политотделе 5-й армии Восточного фронта РККА, которая освобождала Заволжский посёлок, служил Ярослав Гашек — чешский писатель-сатирик, а в начале октября 1918 года Революционный Военный Совет левобережной группы в Симбирске назначил его комендантом города Бугульмы.
В 1919 году был построен заводской клуб-театр. 1 мая 1924 года был открыт новый клуб названный имени 1 Мая. В 1975 году начали строить новое здание Дворца культуры им. 1 Мая (архитектор С. Н. Титов), новый корпус Дворца культуры вступил в строй в мае 1987 года.
В 1920 году был создан Заволжский поселковый Совет, который входил в непосредственной подчинение Ульяновского городского Совета. В состав района вошли: посёлок Верхняя Часовня, Заволжский рабочий поселок и три слободы — Королёвка, Канава и Нижняя Часовня.
В 1928 году, для левого берега р. Волги (трёх слобод: Часовни, Канавы и Королёвки), город выделил в Заволжский районный городской Совет.
В 1930 году открылся Ульяновский электромеханический техникум.
В мае 1930 года закрыли Казанскую церковь (Канава) и переделали в клуб, а Никольскую церковь (Нижняя Часовня) закрыли и уничтожили в 1937 году.
Постановлением ЦИК и СНК СССР от 28 июля 1930 года округа в составе областей ликвидируются, и вместо них образуются укрупненные районы в составе Средневолжского края с центром в г. Самара. Ульяновский округ был ликвидирован в течение августа—октября 1930 г. С 21 февраля 1931 года Ульяновский район вместе с Заволжьем (левый берег Волги) и городом Ульяновск образовали один Ульяновский район.
В начале 1934 года при машиностроительном заводе имени Володарского была создана хоккейная команда «Зенит» (до 1957 года, с 1957 по 1959 год называлась «Труд» (в ульяновской прессе того времени нередко упоминалась под названием «Команда Володарского района»), с февраля 1959 года называется «Волга»), которой в районе заволжской сл. Канава была построена спортивная площадка (ныне ул. Спортплощадь).
3 января 1935 года поселковый Совет был преобразован в Заволжский районный Совет депутатов трудящихся с подчинением Ульяновскому городскому Совету Средне-Волжского края, без села Верхняя Часовня, который вошёл в состав Чердаклинского района.
В связи со строительством разъезда «Заволжский», был построен посёлок «901 км». Также от него была проложена ж/д ветка до конечной станции «Машзавод», для быстрейшей доставки рабочих завода на поезде «Патронник» (в 1958 г. ж/д ветка была снесена).
25 февраля 1942 года Указом Президиума Верховного Совета РСФСР Заволжский район переименован в Володарский, а исполком переименован в исполнительный комитет Володарского районного Совета депутатов трудящихся с подчинением Ульяновскому городскому Совету депутатов трудящихся.
В 1953 году началось строительство Куйбышевского гидроузла. Для защиты машзавода от затопления Куйбышевским водохранилищем, была сооружена дамба, которую закончили к маю 1958 года. Но были затоплены три слободы — Королёвка, Канава и Нижняя Часовня. Одновременно с 1953 года началось строительство автомобильного моста, а также для рабочих был построен посёлок «Мостотряд» (снесён в 1970-х годах, ныне ул. Заречная). Для работников завода, жившие в бараках и попавшие в зону строительства дамбы, на Нижней Террасе были построены «брусчатые дома» по 1-му и 2-му переулкам Рабочим. Появилась речка Карасёвка. Открылось кладбище Майская гора.
В 1954 году у Волги, в северной части района, в сосновом бору, был создан Детский пионерский лагерь имени Героя Советского Союза Владимира Деева.
Постановлением ЦИК и СНК СССР от 17 мая 1957 года № 96/834, строительство благоустроенного жилья и объектов соцкультбыта в посёлке завода было прекращено. Но не смотря на запрет в начале 1960-х гг. были построены 5-этажные жилые дома по улице Пионерской.
1 июня 1958 года началось строительство нового Парка 40-летия ВЛКСМ. Заводчане пилили сосны, прокладывая главную аллею, силами завода были построены столовая, летняя эстрада и танцплощадка, однодневный дом отдыха, причал для речного трамвая, входная колоннада. Были заасфальтировано шоссе, установлены скульптуры и вазы, фонтаны, выполнены радиофикация парка и благоустройство пляжа. 5 июня 1960 года парк был открыт. Парк действует по настоящее время, но относится к Верхней Террасе.
В 1958 году был реконструирован заводской стадион, так как на нём должны были проходить игры Чемпионатов СССР по хоккею с мячом и Чемпионатов СССР по хоккею на траве среди мужчин. За два месяца были построены трибуны, прожекторные мачты, раздевалки, тренировочный зал. Именно на этом стадионе были проведены в 1958 году первые в Советском Союзе игры на первенство СССР в вечернее время при искусственном освещении. На стадионе стали проводиться игры по хоккею с мячом на первенство СССР и товарищеские встречи зарубежных команд. Также ежегодно на стадионе проходили матчи на Кубок Ульяновской области по футболу и Чемпионаты Ульяновской области по футболу.
22 ноября 1958 года административное деление города на районы было упразднено, а Заволжский посёлок был подчинён Совету народного хозяйства Ульяновского экономического административного района и Ульяновскому горисполкому.
3 декабря 1960 года Совет народного хозяйства Ульяновского экономического административного района, принял постановление № 195 «Об организации дирекции вновь строящегося завода ВМиП» (будущий завод «Комета»), который с декабря 1960 г. по апрель 1961 г. находился в здании заводоуправления УМЗ.
В 1961 году на площадях машзавода был основан филиал Московского морского научно-исследовательского института, который действовал на производственной площадке до сдачи в эксплуатацию первого собственного здания в 1964 году. Ныне — НПО «Марс».
Указом Президиума Верховного Совета РСФСР от 23 мая 1962 года были вновь образованы районы города и район был назван Заволжским, а территория была поделена на микрорайоны — Нижняя Терраса и Верхняя Терраса.
Постановлением Совет Министров РСФСР от 11 февраля 1970 года было разрешено строительство «на месте расположения 88 аварийных бараков, в которых проживает 1254 семьи рабочих завода, разрешить строительство одного жилого микрорайона для строительства 70—80 тысяч квадратных метров благоустроенного жилья с соответствующим количеством объектов культурно-бытового назначения». С разрешением этим Постановлением на строительство, на территории Нижней Террасы стали массово сносится старые бараки и на их месте строить 5-этажные дома. Первыми домами стали дома по улице Рабочей. В марте 1975 году был утверждён проект застройки микрорайона на Нижней Террасе, который будет возводиться на территории бывших бараков и пустыря, примыкающих к автостраде.
27 ноября 1976 года вступил в строй новый мост-путепровод, соединивший жилые кварталы Нижней и Верхней Террас.
В 1976 году первая троллейбусная линия была продлена до машиностроительного завода имени Володарского.
23 марта 1980 года Нижняя Терраса была подключена к природному газу.

С 1986 года начато строительство Президентского моста через Волгу и посёлка «Мостоотряд-121». В 2009 году мост был торжественно открыт.
- Димитровградское шоссе.
- Жилой дом по улице Пионерской.
- Остановка «Карасёвка».
- Вид с бульвара на реку Волгу, Императорский мост и Нижнюю Террасу.
- Посёлок Карасёвка.
- Речка Карасёвка.
- Речка Карасёвка.

## Население
- В 1936 году общее количество населения Заволжского района равнялось 8391 человеку[37].
- В 1939 году в районе проживало 22 329 жителей (10 568 — мужского пола, 11 761 — женского пола)[38][39].
- В 2014 году на Нижней Террасе проживало около 26 тыс. человек (12 % от численности жителей Заволжского района)[37].
- На 2018 год на Нижней Террасе проживало около 27 тыс. человек[1][2].

## Жилые массивы
- посёлок 901 км (с 1936);
- посёлок Мостоотряд-121 (с 1986);
- посёлок Карасёвка (с 1913);
- «Брусчатка» — «брусчатые дома» по 1-му и 2-му переулкам Рабочим (с 1953);

Бывшие
- посёлок «Мостотряд» (с 1953 г., снесён в 1970-х годах, ныне ул. Заречная);
- посёлок «Вшивобойка» (разговор. «Вышабойка») (с 1940-х гг., снесён в 1970-х годах, ныне конец ул. Краснопролетарская);

## Экономика
- Грузовой речной порт «Королёвка».ОАО Ульяновский патронный завод;
- АО «Симбирский патронный завод»[40][41];
- АО «Ульяновский машиностроительный завод» (создан в феврале 2005 года)[42];
- Ульяновский хлебокомбинат;
- ФГУ «Ульяновская дамба»[1][2];
- ЗАО "Самарский завод «Электрощит—Стройиндустрия»[43];
- ООО «Симбирский Завод Цепей»[44];
- Грузовой речной порт «Королёвка»;
- Ж/д разъезд «Заволжский»[45][46][47][48][49];
- Отдельный пост 6-й пожарно-спасательной части;
- Автобусное предпирятие ПАТП-6 (образовалось в 1976 г., закрылось в 2003 г.).

- Дамба на Нижней Террасе.
- Здание пожарно-спасательной части.
- Заводоуправление УПЗ.

## Образование
- Ульяновский ордена «Знак Почета» электромеханический колледж;
- Средняя школа № 5 имени С. М. Кирова (открыта в 1918 г., в 1928 г. новое здание, арх. Ф. Е. Вольсов[50])[51][52][53][54]
- Средняя школа № 36 (открыта в 1948 г., в 1968 г. — новое здание[55], ныне МБУ СШОР «ВОЛГА»[56]);
- Средняя школа № 41;
- Средняя школа № 83;
- Детская школа искусств № 2 (открыта в 1946 г.)[28][57];

- Школа № 5 им. Кирова.
- Здание школы № 41.
- Ульяновский электромеханический колледж.
- Средняя школа № 36.

## Культура

### Памятники
- Памятник погибшим воинам-володарцам и стела «Войнам-володарцам погибшим в Великой Отечественной войне» (1967 г., скульптор Г. В. Васильев)[58][59];
- Обелиск «Солдатам Победы 1941—1945 гг.» (2016);
- Аллея «Героям-володарцам» с памятниками: Аверьянову И. В., Дееву В. Н., Бурмистрову И. Н., Субботину В. С., Кротову Б. А. (2016);
- Памятник «Володарцам-героям трудового фронта»;
- Памятник Фильченкову Н. Д.;
- Памятник «Подвигам шоферов всех поколений» (ЗИЛ-164).
- 30 июля 2022 года в Ульяновске завершился масштабный фестиваль уличного искусства «Ctrl+C / Ctrl+V». Самая масштабная работа — мурал на улице Заречной,7. Его авторы — ульяновский художник, координатор фестиваля Юрий Вольф и художник из Ростова-на-Дону Костя Ориджинал. В технике леттеринга выполнена фраза «Я на том берегу не ориентируюсь»[60].

- Монумент «Войнам-володарцам погибшим в Великой Отечественной войне».
- Обелиск «Солдатам Победы 1941—1945 гг.».
- Аллея «Героям-володарцам».
- Памятник «Подвигам шофёров всех поколений».
- Памятник Фильченкову Н. Д.
- Стела «Заволжский район».
- Мурал «Я на том берегу не ориентируюсь».

### Религия
- Никольская церковь — утраченный храм;
- Казанская церковь — утраченный храм;Церковь Святого Великомученика и целителя Пантелеймона.  - Проект Никольской церкви в слободе Часовня.
  - Казанская церковь в слободе Канава.
- Церковь (деревянная) Святого Великомученика и целителя Пантелеймона и храм (строится);

- Храм Святого Великомученика и целителя Пантелеймона (строится).
- Храм Святого Великомученика и целителя Пантелеймона (строится).

### Кинотеатры
- ДК имени 1 Мая;

- ДК имени 1 Мая.
- ДК имени 1 Мая (старое здание).
- ДК имени 1 Мая.
- ДК имени 1 Мая.

### Музеи
- Музей УМЗ (открыт в 1967 г.);
- Музей истории Нижней Террасы (в ДК имени 1 Мая);

### Скверы
- Сквер имени 1 Мая (ранее — Сад имени 1 Мая, открыт в 1924 году)[61][62][63];
- Сквер имени 100-летия Ульяновскому патронному заводу[64][65];

- Сквер имени 1 Мая (южный вход).
- Сквер имени 1 Мая (центральный вход).

## Медицина
- Поликлиника по обслуживанию детского населения Нижней Террасы, бывший роддом.Областной противотуберкулёзный диспансер стационар № 1;
- Поликлиника по обслуживанию детского населения Нижней Террасы;
- Стоматологическая поликлиника № 2;
- Неотложная помощь;
- Женская консультация горбольницы № 4;
- Больница на 100 коек при заводе им. Володарского (проект Ф. Е. Вольсова, построен в 1933 г.)[66][67].
- Детский загородный лагерь имени Героя Советского Союза Владимира Деева[29].

## Транспорт
Единственный район города Ульяновска, где действует троллейбус, но нет трамвая. Соединяется с другими районами города автобусами и маршрутными такси.
В 1916 году открылся железнодорожный мост через Волгу — Императорский. В 1956 году к нему был пристроен автомобильный мост.
В 2009 году открылся второй мост через Волгу — Президентский.
На Нижней Террасе находится железнодорожный разъезд «Заволжский».

## Спорт
В микрорайоне широко развит спорт. На Нижней Террасе действуют стадион «Волга», ФОК «Фаворит». В 1960— начале 70-х годах, в пойме реки Карасёвка и в песчаном карьере в районе Майской горы проводились кроссовые соревнования чемпионата Поволжской зоны. На стадионе «Волга» проходят матчи Чемпионатов России по хоккею с мячом, а также матчи Чемпионатов России по футболу.
Действуют спортивные клубы:
- Волга (футбольный клуб) — профессиональный футбольный клуб, основан 16 мая 1947 года.
- Волга (клуб по хоккею с мячом) — команда по хоккею с мячом, играет в Суперлиге. Основана в 1934 году.
- Волга (клуб по хоккею на траве).хоккей с мячом
- Динамо (клуб по хоккею с мячом) — команда по хоккею с мячом, в 1959 году перешли в «Волгу».

Действуют секции: тяжёлая атлетика, каратэ, акробатика, биатлон, лёгкая атлетика, велоспорт, мотоспорт и другие.
Лучшие спортсмены микрорайона:
- Крылов Владимир Валентинович — Олимпийский чемпион, лёгкая атлетика;
- Лампеев Вячеслав Фролович — бронзовый призёр Олимпийских игр, хоккей на траве;
- Карпов Виктор Иванович — футболист;
- Головихин Евгений Васильевич — каратэ;
- Ерохин Лев Петрович — чемпион СССР по мотокроссу[69][70];
- Агуреев Евгений Яковлевич (хоккей с мячом);
- Афанасенко Николай Иванович (хоккей с мячом);
- Бутузов Алексей Алексеевич (хоккей с мячом);
- Господчиков Александр Николаевич (хоккей с мячом);
- Гаврилов Юрий Георгиевич (хоккей с мячом);
- Герасимов Евгений Васильевич (хоккей с мячом);
- Дорофеев Вячеслав Сергеевич (хоккей с мячом);
- Епифанов Александр Александрович (хоккей с мячом);
- Кушнир Геннадий Степанович (хоккей с мячом);
- Лизавин Юрий Степанович (хоккей с мячом);
- Монахов Владимир Викторович (хоккей с мячом);
- Мухаметзянов Леонард Мухаметович (хоккей с мячом);
- Наумов Сергей Михайлович (хоккей с мячом);
- Рушкин Анатолий Григорьевич (хоккей с мячом);
- Терехов Владимир Николаевич (хоккей с мячом, хоккей на траве);
- Тонеев Михаил Петрович (хоккей с мячом);
- Фасхутдинов Ирик Абзалтдинович (хоккей с мячом);
- Фёдоров Юрий Иванович (хоккей с шайбой)[71];
- Шопин Юрий Валентинович — российский биатлонист[72].
- Эдукарьянц Сергей Макарович (хоккей с мячом);
- Эйнгорн Анатолий Николаевич (волейболист), Заслуженный тренер СССР (1957))[73][74];

- Стадион «Волга».
- Стадион «Волга».
- Стадион «Волга».

## Известные уроженцы, жители
- С 9.1942 по 1.1945 на Машзаводе имени Володарского работал лауреат Нобелевской премии (1975), лауреат Ленинской (1956)[75] и лауреат Сталинской премий (1953)[75], трижды Герой Социалистического Труда[76], создатель Водородной бомбы, академик и правозащитник Андрей Дмитриевич Сахаров (в 1944 году женился на уроженке Заволжского района)[77];
- На «Володарке» работал академик, Герой Социалистического Труда, лауреат Ленинской, Сталинской, Государственной премий — Кошкин Лев Николаевич;
- На «Володарке» в 1937—40 гг. директором завода работал Амо Сергеевич Елян[78];
- На «Володарке» в 1946—50 гг. директором завода работал Александр Васильевич Домрачёв[79];
- На «Володарке» работали Герои Советского Союза: Аверьянов И. В., Бурмистров И. Н., Деев В. Н., Кротов Б. А., Субботин В. С.;
- На «Володарке» трудился самый старейший токарь планеты, занесённый в Книгу рекордов Гиннесса — Лимасов Михаил Иванович (1909—2013);
- На «Володарке» с 1941 по 1943 гг.[80][81] был размещён Институт автоматики и телемеханики АН СССР, где трудились: создатель советского звукового кино — Шорин Александр Фёдорович (1890—1941)[82], Коваленков Валентин Иванович, Трапезников Вадим Александрович, Петров Борис Николаевич, Сотсков Борис Степанович[83], Гаврилов Михаил Александрович[81], Тагер Павел Григорьевич[84].
- На «Володарке» трудился Герой Социалистического Труда, слесарь-инструментальщик — Денисов Василий Васильевич (1926—2002);
- На «Володарке» трудился Герой Социалистического Труда, шлифовщик — Симанский Александр Николаевич (1926—2001)[85];
- На «Володарке» трудился Герой Социалистического Труда, токарь / мастер — Волков Николай Александрович;
- На «Володарке» в 1966—71 гг. инженером работал Воронин Геннадий Петрович, будущий председатель Госстандарта России (1997—2001)[86];
- Иванов Михаил Васильевич — советский актёр театра и кино, Заслуженный артист РСФСР, жил и работал на Нижней Террасе (1918—1923)[87].
- Рогозикова Зоя Дмитриевна — советская певица, заслуженная артистка РСФСР (с 1960 года), ведущая актриса Ленинградского театра музыкальной комедии, родилась, училась и работала на заводе;
- Коган Юрий Владимирович — депутат Государственной думы Российской Федерации IV созыва, жил и работал на Нижней Террасе;
- Гдлян Тельман Хоренович (1940 г.р.) — в 1970—1972 гг. следователь прокуратуры Заволжского района;
- Ланцов Борис Александрович — председатель Ульяновского горисполкома, работал на заводе.
- Константинов Иван Дмитриевич — Герои Социалистического Труда. В 1940—1941 годах работал на стройках в городе Ульяновск (на Нижней Террасе). В июне 1941 года был призван в Красную Армию Заволжским райвоенкоматом города Ульяновск[88].
- Пятаев Тимофей Тимофеевич — советский пограничник. Проработал слесарем на заводе с 1950 по 1987 года.
- Орехов Серафим Дмитриевич — советский инженер-конструктор, работал на заводе инженер-конструктором, главным конструктором.
- Праведнов Виктор Фёдорович — советский государственный и политический деятель, жил и работал на заводе[89].
- Раков Николай Сергеевич — советский и российский ботаник, флорист и геоботаник, жил и учился в 36-й и 41-й школах[90].
- Чернавин Владимир Николаевич — советский военачальник, Главнокомандующий Военно-морским флотом — заместитель Министра обороны СССР (1985—1992). Герой Советского Союза (1981), адмирал флота (1983). Жил и учился с 1941 по 1944 годы[91].
- Маслов Иван Дмитриевич — советский хозяйственный и политический деятель, жил и работал в микрорайоне.

## Микрорайон в фильмах
- В 2011 году ульяновский режиссёр-постановщик Борис Куломзин дебютировал с игровым полнометражным художественным фильмом «901-й километр» с ульяновскими актёрами, снятый у посёлка 901-й км Нижней Террасы[92].
- В июле 2017 года кинокомпания «Гамма-продакшн» работала в городе над новым сезоном сериала по заказу НТВ «Морские дьяволы». Площадкой стал Президентский мост[93].
- В 2020 году на канале «НТВ» шёл показ т/с «Пять минут тишины. Новые горизонты», эпизоды которого снимались в Ульяновске и его окрестностях, в том числе, съёмки проходили на Президенстском мосту и других местах микрорайона[94].
- В 2021 году на Нижней Террасе был снят видеоклип дуэта Aleks Ataman & Finik на песню «Диалоги тет-а-тет». В клипе можно увидеть улицу Краснопролетарскую и другие места микрорайона[95].
- С 13 по 16 декабря 2021 года (с ноября 2022 г. повторили) на канале «НТВ» шёл показ 12-ти серийного т/с «Пять минут тишины. Симбирские морозы», эпизоды которого снимались в Ульяновске и его окрестностях, в том числе, съёмки проходили на Майской горе и других местах микрорайона[96][97][98].

## Микрорайон в филателии
- В 1968 году Министерством связи СССР издан художественный маркированный конверт — Ульяновск. Памятник рабочим машиностроительного завода, павшим в боях с фашистскими захватчиками (1941—1945 гг.).
- В 2021 году Министерство связи России выпустило ХМК — Ульяновск. А. Д. Сахаров, учёный.

- ХМК СССР, 1968. Ульяновск. Памятник рабочим машзавода, павшим в боях с фашистскими захватчиками (1941 - 1945 гг.).
- ХМК РФ, 2021. Ульяновск. А. Д. Сахаров, учёный. (А. Д. Сахаров в годы работы на Ульяновском патронном заводе (1942 - 1944 гг.)).